# Leucotmemis emergens
Leucotmemis emergens là một loài bướm đêm thuộc phân họ Arctiinae, họ Erebidae.